# Degnepoll
Degnepoll lub Deknepollen – wieś w zachodniej Norwegii, w okręgu Sogn og Fjordane, w gminie Vågsøy. Miejscowość leży pomiędzy cieśniną Ulvesundet, a jeziorem  Degnepollvatnet, przy norweskiej drodze krajowej nr 15. Degnepoll znajduje się 1 km na zachód od miejscowości Tennebø. Z centrum administracyjnym gminy Måløy miejscowość połączona jest mostem, który został oddany do użytku w 1974 roku - wcześniej na wyspę można było dostać się tylko promem. 
Miejscowość jest wymieniona w źródłach historycznych pochodzących z XVI wieku. Podczas II wojny światowej, w dniu 27 grudnia 1941 roku, w miejscowości miał miejsce jeden z desantów podczas Operacji Archery.
W 2001 roku wieś liczyła 245 mieszkańców.